# 독일 문학
독일 문학이란 일반적으로 독일어로 쓴 문학 작품을 통틀어 일컫는다. 때문에 독일 이외에 독일어를 공용어로 쓰는 다른 나라들, 이를테면 오스트리아, 스위스, 라트비아 지역, 예전의 체코 등의 문학이 여기에 포함된다. 독일어 문학의 시대적 구분은 독일어가 생기기 시작한 중세 후기에서 현대 독일 문학까지 다음과 같이 나누어 볼 수 있다.

## 중세의 독일어 문학 (750년대-1500년대)

### 고대게르만문학 - 영웅을 찬양하는 영웅가
게르만 민족은 그들의 게르만 신화의 뿌리를 인도-게르만 공통신화 혹은 인구공통신화가 서려 있던 중앙아시아에서 찾고 있다. 게르만 민족종교의 본질은 게르만 신화에서 찾아 볼 수 있으며 원시적 철학과 민족문학의 발생을 게르만 신화에서 엿볼 수 있으므로 게르만 민족역사를 형성한 근원적 동기를 게르만 신화에서 찾게 된다.
게르만 민족의 신화와 전설 그리고 종교적, 언어적 문학적 요소의 흔적은 다음과 같은 옛 문헌과 자료에서 찾아 볼 수 있다. 로마의 타키투스와 그리스의 플루타코스 등의 고대 작가들의 책, 루네 기념비, 마녀의 주문, 고대고지독일어로 쓴 메르제부르크 주문, 교회 문학작품, 에다, 스칼덴, 사가 등이 그것이다.

### 중고지 독어 초기 문학(800년대-1550년대)
발음, 문법상 3단계의 변화를 했다.
1. 고지독어 시대구분
  - Alt Hoch Deutsch(고고지독어) 부족방언 : 주로 성직자의 언어를 통해 전용
  - Mittel Hoch Deutsch(중고지독어) : 최초의 공통어 생성, 시간적으로 한정된 몇몇 초지역 관청어로 발전
  - Neu Hoch Deutsch(신고지독어) : 독어 표준어의 규범화 인정 조정과 분화
2. 저지독어시대구분
  - 고대작센어
  - 중저지독어
  - 신저지독어

Skope가 궁정에서 퇴출되자 음유시인(Spielleute)으로 전락했다.

### 궁정·기사 문학(1170년대-1250년대)
중고독일어 시대의 문학으로서, 십자군 창설 전부터 종교개혁 전까지를 가리킨다. 이를 다시 기사문학의 융성기인 전기와, 기사문학의 쇠퇴기에서 근대에의 과도기인 후기로 나눌 수 있다. 성지 회복(回復)을 위한 십자군의 대원정은 독일에 프랑스의 풍속 ·문명 ·정신문화 등을 침투시키는 결과를 가져왔고, 기사들은 그 때까지 지식계급을 독점하고 있던 사제들과 대등한 지위를 확보하게 되었는데, 이것이 곧 기사문학 융성의 기반이 되었다.
한편 중세문학에 있어서 큰 몫을 한 것은 서사시이며, 이에는 궁정서사시와 민중서사시가 있었다. 전자의 대표적 작가로는 《파르치팔》을 쓴 볼프람 폰 에셴바흐, 《트리스탄과 이졸데》(10년 경)를 쓴 고트프리드 폰 스트라스부르크가 있고, 민중서사시로는 게르만의 영웅 전설을 집성한 《니벨룽겐의 노래》가 있다. 13세기 초에 쓰인 것으로 추정되는 작자 미상의 이 서사시는 2부작으로, 전편은 지크프리트의 죽음, 후편은 크림힐트의 복수가 중심 테마인데, 독일민족의 용맹과 충절 및 비극성을 그린 작품으로서 오늘날에도 널리 읽혀지고 있다. 또 서정시에도 발터 폰 데어 포겔바이데를 비롯한 많은 작가들이 활약하였다. 중세의 서정시인은 보통 민네징거라고 불리는 연애시인들로, 귀부인에게 바치는 사랑의 시를 많이 썼다.

### 중세 후기 문학(1250년대-1500년대)
중세 후기에는 기독교적 신앙이 문학에 더욱 큰 영향을 미치고 있었다. 따라서 문학의 형태는 종교 문학의 형태를 띠는 경우가 많아 성서적 소재를 문학으로 가공한 각종의 작품들이 발표되었다. 신비극이나 기적극, 도덕극 등은 대표적인 종교 문학의 형태들이다.

## 바로크시대 (1600년대-1720년대)
신구(新舊) 양교의 종교적 대립이 마침내 30년 전쟁으로 발전하자 독일의 전국토는 황폐화하고 문화는 퇴보하였으며 학문은 소수 학자들의 전유물이 되고 말았다. 당시의 문단을 지배한 학장시인(學匠詩人)들은 오직 고답적인 작품만을 존중하고 외국숭배사상에 사로잡혀 라틴어로 시를 썼다. 이런 경향을 대표하는 시인이 M.오피츠였다. 17세기 후반에 이르러 지나치게 형식만을 고집하는 그들의 까다로운 시풍에 대한 반항운동이 일어났으나, 이들도 역시 시가(詩歌)의 근원인 자연으로 돌아가지는 못하고 다시금 외국작품을 본뜨는 경향으로 흘렀다. 그런 가운데에서도 H.J.C.von 그리멜스하우젠은 민중의 생활을 적나라하게 그렸으며, 그의 대표작인 《짐플리치시무스의 모험》(1669)은 오늘날까지 널리 읽히고 있다. 극단은 외국 오페라에 만족하고, 민중은 비속한 외설 취미를 받아들이고 있었다.

이와 같은 풍조를 쇄신하고자 1720년대 중반에 고트셰트가 연극계 개혁의 횃불을 들었다. 그러나 그의 의도가 지나치게 고답적인데다가, 프랑스 고전주의자들의 잘못된 견해에서 출발한 옹색한 주장이었기 때문에 결국은 J.J. 보드머, J.J. 브라이팅거 같은 스위스 청년시인들의 반격을 받게 되었다. 그들은 공상과 감정의 해방을 부르짖으면서, 프랑스 문학 대신 영국 시인 존 밀턴의 《실낙원》을 찬양하였다. 한편 18세기 중엽에는 아나크레온파(派)로 일컬어지는 시인들도 나타나, 한때 쾌활한 향락주의로 시단에 활기를 불어넣으려고 하였다.

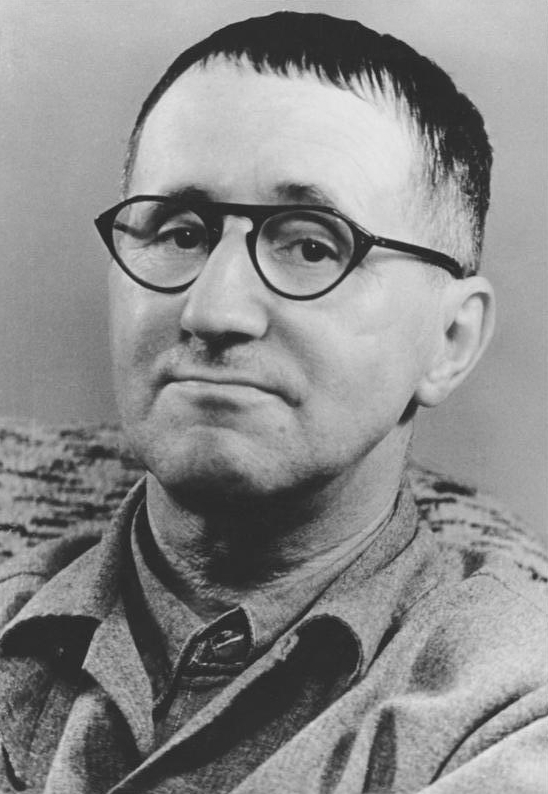
독일의 극작가 베르톨트 브레히트

## 분단 시대 (1949년-1990년)
제 2차 세계대전 후 서독과 동독으로 나뉜 독일의 문학은 각자 다른 방식으로 발전하게 된다. 서독의 문학은 시대의 진행에 따라 여러 형태가 나타난다. 전쟁 직후에는 전쟁에 대한 경험을 문학으로 옮기는 양상이 주가 되었으며, 1968년 베트남 전쟁으로 독일 내 젊은이들의 시위가 활발했을때는 비인간화, 자본주의의 모순, 빈부격차 등의 사회문제를 다룬 비판 문학이 발달하였고 1970년대 들어 여성문학, 극사실주의, 부조리극 등 여러 종류의 문학들이 등장한다. 이에 반해 동독은 전후 문학을 체제 과시 및 선전 등에 사용하여 문학과 정치간의 관계가 유착될 수 밖에 없었다. 하지만 1956년 흐루시초프의 스탈린 비판 이후 단순히 정치와 유착된 문학이 아닌 순수예술로서의 문학이 나타나기 시작했으며 1971년 동독의 서기장 에리히 호네커가 예술과 문학의 창작에 있어 모든 가능성을 인정함에 따라 시대 비판적, 친서방적인 문학들이 등장하기 시작한다.

## 같이 보기
- 독일 문화원
- 독일어 시인 목록
- 문학사
- 후고 폰 호프만스탈